# Eurographics
European Association for Computer Graphics (с англ. — «Европейская ассоциация компьютерной графики»), или Eurographics, — организация, которая была создана в 1980 году и объединила специалистов многих стран Европы с целью координации усилий в развитии компьютерной графики — в сферах мультимедиа, визуализации в науке и человеко-машинного взаимодействия. В число членов-участников ассоциации входят исследователи и разработчики, а также производители-поставщики и пользователи специализированного аппаратного и программного обеспечения графических систем.
Первым председателем исполнительного комитета ассоциации был профессор Jose Luis Encarnacao, (порт. José Encarnação), инициатор и автор графического стандарта Graphical Kernel System.

## Виды деятельности
Свою деятельность Eurographics осуществляет посредством:
- проведения ежегодных конференций;
- проведения семинаров по методам визуализации;
- проведения совместных семинаров с рабочей группой по графическому оборудованию (англ. SIGGRAPH);
- публикации трудов конференций, семинаров и ежеквартального журнала по компьютерной графике (англ. Computer Graphics Forum).

Ассоциация участвует в организации и проведении тематических симпозиумов:
- по методам геометрической обработки (англ. Eurographics Symposium on Geometry Processing), Symposium on Geometry Processing[англ.];
- по методам компьютерной анимации (англ. Eurographics Symposium on Computer Animation);
- по методам рендеринга (англ. Eurographics Symposium on Rendering);
- по методам параллельной обработки в графической визуализации (англ. Eurographics Symposium on Parallel Graphics and Visualization).

Ассоциация Eurographics сотрудничает с ассоциациями и обществами компьютерной графики США, Японии, Китая и других стран.
Ассоциацией была учреждена Золотая медаль (англ. The Eurographics Gold Medal) — высшая награда за исключительный вклад в достижение целей Eurographics. Медалью № 1 был отмечен в 2016 году профессор Jose Luis Encarnacao.

## Конференции
Конференции Eurographics состоялись в городах:
- Женева (Швейцария, 1980), Дармштадт (ФРГ, 1981), Манчестер (Великобритания, 1982),
- Загреб (Югославия, 1983), Копенгаген (Дания, 1984), Ницца (Франция, 1985),
- Лиссабон (Португалия, 1986), Амстердам (Нидерланды, 1987), Ницца (Франция, 1988),
- Гамбург (ФРГ, 1989), Монтрё (Швейцария, 1990), Вена (Австрия, 1991),
- Кембридж (Великобритания, 1992), Барселона (Испания, 1993), Осло (Норвегия, 1994),
- Маастрихт (Нидерланды, 1995), Пуатье (Франция, 1996), Будапешт (Венгрия, 1997),
- Лиссабон (Португалия, 1998), Милан (Италия, 1999), Интерлакен (Швейцария, 2000),
- Манчестер (Великобритания, 2001), Саарбрюккен (ФРГ, 2002), Гранада (Испания, 2003),
- Гренобль (Франция, 2004), Дублин (Ирландия, 2005), Вена (Австрия, 2006),
- Прага (Чехия, 2007), Крит (Греция, 2008), Мюнхен (ФРГ, 2009), Норкёпинг (Швеция, 2010),
- Лландидно (Великобритания, 2011)[5], Кальяри (Италия, 2012)[6], Жирона (Испания, 2013)[7],
- Страсбург (Франция, 2014)[8], Цюрих (Швейцария, 2015)[9], Лиссабон (Португалия, 2016)[10],
- Лион (Франция, 2017)[11][12][13], Делфт (Нидерланды, 2018)[14][15].

Очередные конференции состоятся:
- Генуя (Италия, 2019), Норкёпинг (Швеция, 2020) и Вена (Австрия, 2021)[16].